# Earl et Mooch
Earl et Mooch (anglais : Mutts) est un comic strip américain quotidien de  Patrick McDonnell publié aux États-Unis depuis le 5 septembre 1994. La série est traduite en français et publiée en album par Les Humanoïdes associés depuis 1996 (cinq volumes parus en 2012).

## Synopsis
Ces comics content les péripéties d'Earl, un chien fidèle à son maître Ozzie et très ami du chat Mooch, qui quant à lui partage la vie de Millie et Frank, deux retraités habitant en face de chez Ozzie. Au fil des strips, Earl et Mooch rencontrent divers personnages (humains ou animaux). Certains d'entre eux sont liés à des évènements tels que Noël ou Halloween.

## Historique
La première apparition de Earl et Mooch a eu lieu sous le nom de Mutts dans le journal New York Times le 5 septembre 1994. Fort d'un succès croissant (Charles M. Schulz, le créateur de Peanuts, a déclaré qu'il s'agissait de l'un des meilleurs strip comics de tous les temps), la série a été publiée dans une vingtaine de pays différents, dont la France par les éditions Les Humanoïdes associés.

## Personnages

### Personnages principaux
- Earl

Earl est un Jack Russell terrier fidèle et dévoué à son maître Ozzie, avec qui il passe le plus clair de son temps, le reste étant avec son ami Mooch.
- Mooch

Mooch est un chat noir relativement curieux, gourmand (davantage que Earl) et paresseux. Il a la particularité de dire "sh" dans certains mots (smoshie au lieu de smoothie par exemple) : cette particularité a été conservée dans la version française, il dit Ouiche ou Merchi entre autres.

### Personnages secondaires
- Ozzie, maître de Earl et célibataire trentenaire.
- Millie, une retraitée qui adore son chat Mooch.
- Frank, mari de Millie, un retraité ronchon qui passe le plus clair de son temps assis dans son canapé à lire son journal.
- Sid, le poisson rouge de Frank et Millie.
- Butchie, un boucher qui est souvent contraint d'expulser Earl et Mooch de son magasin.

## Publications en français
- Earl et Mooch, Les Humanoïdes associés :

1. La Nuit des chasseurs, 1996.
2. Mon maître, ce héros, 1997.
3. La Peau de l'ours, 1998[2].
4. L'Amour donne des ailes, 1998.
5. Enfin libre !, 2008

- Mutts - Dimanche matin, Les rêveurs :
  - 1.Tome 1, 2016
  - 2 Tome 2, 2017
  - 3 Tome 3, 2018